# HD 154577
HD 154577 is een oranje dwerg met een spectraalklasse van K2.5Vk. De ster bevindt zich 44,77 lichtjaar van de zon.